# 開花爺爺
《開花爺爺》（日语：／ Hanasaka Jiji-）是一則著名的日本童話，并流傳至中國。
該故事主旨在於伐惡揚善，描述一對善良老夫妻被一對邪惡老夫妻欺負，但善良老夫妻屢次因禍得福，而邪惡老夫妻最後也得到了應有的懲罰。

## 故事
某天一對善良老夫妻撿到了一隻白色的小狗，善良老夫妻將牠帶回家，並當成自己孩子般地呵護。
一日，小狗在田裡挖掘，突然發出汪汪的叫聲，彷彿在呼喚善良老夫妻過來查看，於是善良老夫妻在小狗挖掘處向下深探，果然發現了為數不少的金幣。善良老夫妻非常高興，也將這些金幣與鄰人共享。邪惡老夫妻心懷嫉妒，便從善良老夫妻處將小狗強奪過來，並虐待小狗，強迫小狗四處挖寶，結果找到的盡是破銅爛鐵，邪惡老夫妻因而遷怒於小狗，將小狗打死。
失去小狗的善良老夫妻非常傷心，由邪惡老夫妻處帶回小狗屍體埋葬，並於墳上種了一株小樹。小樹長大後，某夜小狗現身於善良老夫妻的夢中，囑咐善良老夫妻用小樹做一個臼。善良老夫妻遵照小狗的指示做了一個臼，並用臼來製作麻糬。這個臼宛如聚寶盆一般，每次製作麻糬時都會湧現出財寶來。邪惡老夫妻故技重施，又將臼強搶了過來，但是臼湧出給邪惡老夫妻的卻不是財寶，而全是污穢不堪的垃圾。邪惡老夫妻非常生氣，一怒之下便把臼給燒成灰燼。
善良老夫妻將灰燼收集起來當成小狗的骨灰細心供奉。某夜小狗又託夢給善良老夫妻，請善良老夫妻將灰燼撒在枯萎的櫻花樹上。善良老夫妻遵照小狗的指示進行，結果櫻花盛開，呈現出前所未有的美景。偶然經過這裡的大名非常欣賞，於是便賜予善良老夫妻許多恩賞。邪惡老夫妻惡性不改，又將骨灰搶過來，結果誤將灰燼撒到大名的眼睛，反而惹惱了大名，受到了嚴厲的懲罰。